# Bulgária nos Jogos Paralímpicos de Verão de 1988
Bulgária participou dos Jogos Paralímpicos de Verão de 1988, que foram realizados na cidade de Seul, na Coreia do Sul, entre os dias 15 e 24 de outubro de 1988.
A equipe búlgara, com oito integrantes, obteve três medalhas, das quais duas de ouro, e terminou a participação na trigésima segunda colocação no quadro de medalhas.